# Herb gminy Fajsławice
Herb gminy Fajsławice – symbol gminy Fajsławice.

## Wygląd i symbolika
Herb przedstawia na tarczy w polu czerwonym czarnego niedźwiedzia, kroczącego po zielonym podłożu za białym obeliskiem, nawiązującym do kolumny toskańskiej w Fajsławicach.